# Konrad Baumgarten (Drucker)
Konrad Baumgarten (auch Baumgartner; * um 1470 in Rottenburg am Neckar; † nach 1510) war ein früher Buchdrucker in Danzig, Olmütz und Frankfurt (Oder).

## Leben
Baumgarten stammte aus Rottenburg. Am Ende des 15. Jahrhunderts ist er als Drucker in Danzig nachgewiesen. 1499 druckte er dort die Agenda sive Exsequiale sacramentorum für den Domherren Martinus in Wilna. Von zwei früheren Drucken sind nur wenige Blätter erhalten. Ein Blatt eines Gebetbuchs zeigt seine Druckermarke und ist auf 1498 datiert. Als Schrift verwendete er eine Missaltype und als Initialen Lombarden und xylographische Buchstaben.
1500 und 1501 druckt er in Olmütz. 1503 zog er nach Breslau, und 1506 nach Frankfurt an der Oder, wo er sich auch an der neu gegründeten Brandenburgischen Universität einschrieb.

## Von Konrad Baumgarten gedruckte Werke
- Orationes. Deutsches Gebetbüchlein. Danzig 1498 (GW M28012 (Fragment)).
- Johannes de Steynovia: Ablassbrief zum Besten des Kampfes gegen die Türken. Danzig 1498 (GW M1474210).
- Aelius Donatus: Ars minor. Danzig 1499 (GW 8939 (Fragment)).
- Martin(us), Domherr zu Wilna: Agenda sive Exsequiale sacramentorum. Danzig 1499 (GW 454).
- Augustinus Moravus: De secta Waldensium. Olmütz 1500 (GW 3061).
- Raimundus Peraudi: Declaratio apostolicae bullae super plenariam remissionem et cruciatae erectionum contra christianae fidei hostes. Olmütz 1500/01 (GW M30872).
- Johannes Nicolai, Prior der Dominikaner zu Breslau: Bruderschaftsbrief, Breslau 1501. Olmütz 1501 (GW M26187).
- Antonius Mancinellus: Spica. Olmütz (um) 1501 (GW M4104).
- Konrad Schwestermiller: Regiment und Lehre wider die Pestilenz. [Berlin 1484], Frankfurt (Oder) für Ambrosius Lacher um 1507 (GW M28012).
- Missale Lubucense. Frankfurt (Oder) um 1509 (GW M24494).